# Luc Alphand

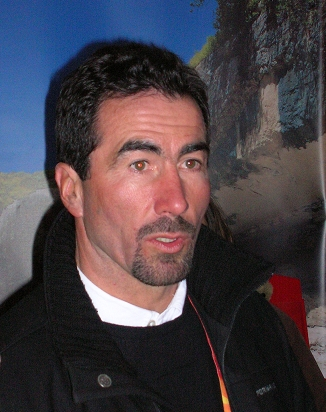
Luc Alphand

Luc Alphand (Briançon, 6 augustus 1965) is een Frans sportman, aanvankelijk actief in het alpineskiën, later in de autosport.

## De alpineskiër
In 1983 werd Luc Alphand wereldkampioen bij de junioren op de afdaling, in Sestriere.
In 1984 maakte hij zijn debuut in een wereldbekerwedstrijd; maar het zou nog tot 1995 duren vóór hij zijn eerste overwinning in de wereldbeker kon vieren, op de beroemde "Streif" in Kitzbühel.
Luc Alphand was een specialist van de snelheidsproeven afdaling en Super-G. Tussen 1995 en 1997 behaalde hij 12 overwinningen in de wereldbeker: 10 op de afdaling en 2 op de super-G. In het seizoen 1996-1997 won hij bovendien de algemene wereldbeker alpineskiën.

## Voornaamste resultaten als skiër
- Wereldkampioenschappen alpineskiën:
  - 1996, Sierra Nevada (Spanje): brons op de afdaling

- Wereldbeker Alpineskiën: 
  - algemene eindoverwinning in 1997
  - eindoverwinning in de afdaling in 1995, 1996 en 1997
  - eindoverwinning in de super-g in 1997
  - overwinningen in wereldbekerraces:
    - 13/1/1995: Kitzbühel (afdaling)
    - 14/1/1995: Kitzbühel (2e afdaling)
    - 15/3/1995: Bormio (afdaling)
    - 1/12/1995: Vail, Colorado (afdaling)
    - 9/12/1995: Val d'Isère (afdaling)
    - 2/2/1996: Garmisch Partenkirchen (afdaling)
    - 20/12/1996: Val Gardena (Gröden) (afdaling)
    - 29/12/1996: Bormio (afdaling)
    - 24/1/1997: Kitzbühel (afdaling)
    - 29/1/1997: Laax (Super-G)
    - 21/2/1997: Garmisch Partenkirchen (Super-G)
    - 22/2/1997: Garmisch Partenkirchen (afdaling)

- Olympische Winterspelen:
  - Op Olympische Winterspelen kon Alphand geen medailles bemachtigen. Zijn beste beste resultaat was de vierde plaats in de combiné op de spelen van Calgary in 1988.
  - 1988, Calgary: 4e op de combinatie, 7e op de super-G
  - 1992, Val d'Isère: 12e op de afdaling, 16e op de super-G
  - 1994, Lillehammer/Kvittfjell: 8e op de afdaling en 8e op de super-G

## De autoracer
In 1997, na zijn meest succesvolle seizoen als skiër, zette Alphand abrupt een punt achter zijn skicarrière en ging hij nieuwe uitdagingen zoeken in het autoracen.
Hij heeft onder andere verschillende malen deelgenomen aan de Dakar Rally. In 2005 eindigde hij daarin tweede, achter zijn teamgenoot Stéphane Peterhansel, en in 2006 won hij deze rally in een Mitsubishi.
In 2006 nam hij met een eigen team, "Luc Alphand Aventures", deel aan de "Le Mans Series" met een Corvette C5-R. Naast Alphand reden hierin de piloten Jérôme Policand en Patrice Goueslard. Ze namen onder meer deel aan de 24 uur van Le Mans, waarin ze derde werden in hun klasse (GT1).